# Vissec
Vissec é uma comuna francesa na região administrativa de Occitânia, no departamento de Gard. Estende-se por uma área de 8,28 km². Em 2010 a comuna tinha 64 habitantes (densidade: 2,9 hab./km²).

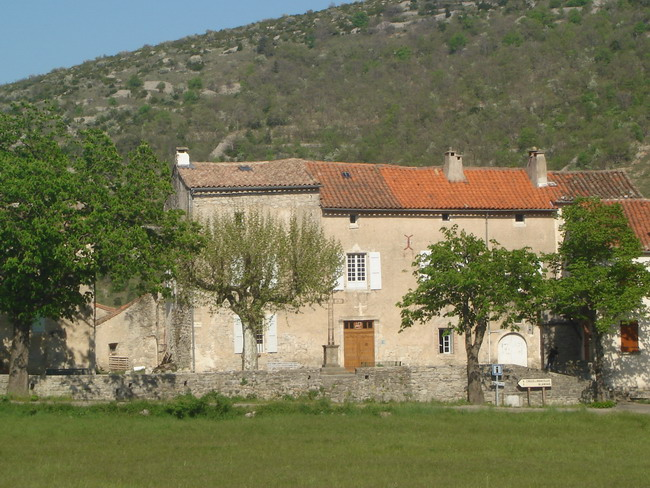
Castelo de Vissec